# Podatkowa grupa kapitałowa
Podatkowa grupa kapitałowa jest instytucją prawa podatkowego, tworzoną na podstawie ustawy o podatku dochodowym od osób prawnych.
Podatkowa grupa kapitałowa powstaje w wyniku podpisania umowy przez co najmniej dwie spółki kapitałowe (tj. spółek z ograniczoną odpowiedzialnością lub spółek akcyjnych) mające osobowość prawną, które pozostają w związkach kapitałowych. Pozostałe kryteria, które muszą zostać spełnione przez grupę spółek kwalifikujących się do podatkowej grupy kapitałowej obejmują m.in.:
- jedna ze spółek w grupie, tzw. spółka dominująca, musi posiadać bezpośredni 75% udział w kapitale zakładowym pozostałych spółek (tzw. spółek zależnych);
- przeciętny kapitał zakładowy przypadający na każdą ze spółek jest nie niższy niż 500 000 zł;
- umowa utworzenia podatkowej grupy kapitałowej musi być zawarta w formie aktu notarialnego na okres co najmniej 3 lat podatkowych (umowa ta musi zostać zarejestrowana przez naczelnika urzędu skarbowego);
- podatkowa grupa kapitałowa osiągnie za każdy rok podatkowy udział dochodów w przychodach w wysokości co najmniej 2%.

Jedna ze spółek należących do podatkowej grupy kapitałowej (spółka wyznaczona przez grupę) jest odpowiedzialna za obliczenie podatku dochodowego podatkowej grupy kapitałowej, obliczenie wysokości zaliczek, pobieranie i wpłacenie podatku do właściwego urzędu skarbowego.
Po rejestracji umowy podatkowej grupy kapitałowej przez naczelnika urzędu skarbowego, umowa nie może zostać rozszerzona na inne spółki.
Spółki tworzące podatkową grupę kapitałową odpowiadają solidarnie za jej zobowiązania z tytułu podatku dochodowego należnego za okres obowiązywania umowy. Transakcje odbywające się pomiędzy spółkami wchodzącymi w skład podatkowej grupy kapitałowej nie podlegają regulacjom z zakresu cen transferowych.